# Parliament Heath
Parliament Heath ist ein Weiler in der Gemeinde Groton, im District Babergh in der Grafschaft Suffolk, England. Er verfügt über vier denkmalgeschützte Gebäude, nämlich Daisygreen Cottages, Lodge Cottage, Malting Farmhouse, und Primrose Cottage.